# كييتشي أوكو
كييتشي أوكو (奥慶一 أوكو كييتشي) هو ملحن وعازف آلات مفاتيح ياباني ولد في 14 أكتوبر 1955 في محافظة شيغا.

## أعماله في التوكوساتسو
- دينجي سنتاي ميغارينجر

## أعماله في الأنمي

### مسلسلات أنمي تلفزيونية
- ديجيمون داتا سكواد
- ميري آكلة الأحلام
- بيسميكر كوروغاني
- محارب الأحلام وينغمان
- أوجاماجو دوريمي
- أوجاماجو دوريمي ♯
- مو〜تّو! أوجاماجو دوريمي
- أوجاماجو دوريمي دوكّا〜ن!
- مرملاد بوي
- أشيتا نو ناجا
- النجمة الساحرة ماجيكال إمي
- البلدة حيث تعيش
- ألترامان كومباني

### أوفا أنمي
- فاير تريبر
- كراشر جو
- أوجاماجو دوريمي نا・إي・شو
- أوجاماجو دوريمي 16

### أفلام أنمي
- فيلم أوجاماجو دوريمي ♯
- فيلم مو〜تّو!أوجاماجو دوريمي: سر حجر الضفدع
- البحث عن تلميذات الساحرة
- فيلم ديجيمون سيفرز: القوة القصوى! تفعيل بورست مود!!

## وصلات خارجية
- كييتشي أوكو على موقع IMDb (الإنجليزية)
- كييتشي أوكو على موقع ميوزك برينز (الإنجليزية)
- كييتشي أوكو على موقع ديسكوغز (الإنجليزية)

- vgmdb